# Mjögasjön (Mjöbäcks socken, Västergötland)
Mjögasjön är en sjö i Svenljunga kommun i Västergötland och ingår i Ätrans huvudavrinningsområde.